# 소공녀 세라
《소공녀 세라》는 닛폰 애니메이션의 세계명작극장 시리즈의 일환으로 제작된 일본의 애니메이션이다. 인도에서 유학 온 예쁘고 착한 소녀 세라와 민친 여학교(사립 학교)에 관한 이야기를 그린 1905년 버넷의 소설 ‘소공녀’를 1985년에 쿠로카와 후미오 감독이 TV 애니메이션으로 각색했다.

## 줄거리
어머니를 잃고 막대한 재산을 소유한 아버지와 함께 살아가던 어린 세라. 아버지는 기숙학교이면서 사립학교인 민친 여학교에 세라를 입학시키고 인도로 간다. 민친 원장은 세라가 엄청난 재력가의 딸이라는 것을 알고는 특별 대우를 해준다. 원장의 그런 행동으로 친구들은 세라를 처음에는 그저 어리둥절하지만 상냥하고 착하며 아름다운 세라의 모습에 친해지기 시작한다. 한편 라비니아는 세라에게 반장 자리까지 뺏기는 등 시기와 질투심으로 계속 미워한다. 그러던 중 세라의 생일 파티가 열리던 날 인도에 계신 아버지가 파산하신 데다가 병에 걸려 돌아가셨다는 소식까지 오고 만다. 민친은 거지 신세가 된 세라를 학원의 하녀로 만들고 다락방으로 쫓아내버린다. 질투심이 많고 사악한 라비니아와 제시는 하녀 일을 하는 세라를 끊임없이 구박하고 괴롭힌다. 그러나 세라는 힘든 하녀일로 쓰러진 자신을 걱정해주는 다락방 친구 베키의 도움과 가끔의 피터의 도움으로 웃음을 잃지 않고 꿋꿋하게 어려움을 이겨나간다. 한편 크리스포드 씨는 광산 사업으로 성공한 억만장자 부자였다. 같이 일을 하다 죽은 친구의 외동딸을 찾으러 영국으로 온 그는 얼굴도 모르는 친구의 딸을 찾던 중 옆집 다락방에 살고 있는 세라를 알게 된다. 람다스 씨와 크리스포드 씨는 착한 마음을 가진 세라를 어려운 일이 있을 때마다 도와 준다. 결국 크리스포드씨가 찾고 있던 친구의 외동딸이 다락방 하녀로 일하는 세라라는 사실을 알게 된다. 돌아가신 아버지의 막대한 유산을 받게 된 세라는 예전의 신분을 되찾고 늘 함께 있어준 베키와 함께 인도로 돌아간다. 원작 소설 소공녀와는 달리 애니메이션판 소공녀 세라에서의 무엇보다 가장 큰 차이점은 마지막에서 민친 등을 용서하고 오히려 학원에 거액의 기부(10만 파운드)를 하고는 인도로 떠난 후 학생으로서 다시 학원에 돌아오게 된다.

## 등장인물
- 세라 크루 : 본작의 주인공, 흑발 녹안에 청아한 목소리의 굉장히 아름다운 신비로운 분위기의 미소녀다. 부유한 환경에서 공주처럼 자란데다 똑똑하고 마음이 착하고 고우며 인도어, 불어를 자유롭게 구사할 수 있다. 자기를 질투하고 시기하는 사람을 용서하고, 부유할 때나 가난할 때나 언제나 자기보다 안 좋은 처지에 있는 사람들을 위해 배려해주고 도와주며 따뜻하게 감싸주는 대인배.

성우:시마모토 스미 / 김은아
- 베키 : 민친 여학원에서 온갖 잡일을 하는 소녀로, 집안을 부양하기 위해서 힘든 일도 마다하지 않는다. 세라의 방에 청소를 하러 들어왔다가 너무 피로한 나머지 소파에 앉아서 잠이 들어버리는데, 세라가 들어오자 기겁하며 일어난다. 그러나 세라는 아무 문제도 삼지 않고, 베키는 세라의 관대함에 감격하게 된다. 당시 세라는 이 학교의 초특급VIP였으므로 하녀 주제에 자기 소파에 앉았다고 한 마디만 하면 베키는 그대로 길거리 거지로 전락하는 것도 충분히 가능했다. 그 뿐만이 아니라 상류계급인 세라가 자신을 친구처럼 대하면서 인간적인 호의를 베풀어 주자 완전히 세라에게 반해버린다. 세라가 자신과 비슷한 신세로 떨어진 이후에도, 베키만큼은 세라를 '아가씨'라고 부르면서 한결같이 대해준다. 세라가 부잣집 딸로 공주님 부럽지 않게 생활할 때이든, 골방 식모 처지가 되었을 때이든 한결같이 대해준다. 실의에 빠진 세라에게 힘을 북돋워주는 좋은 친구. 나중에 세라가 아버지의 친구를 만나 다시 유복한 환경으로 돌아간 이후, 세라의 배려 덕분에 그 집에서 일하게 되면서 세라와 함께 행복하게 살 수 있게 된다.

성우:스즈키 미에
- 피터 : 원래는 피터의 아버지가 세라의 마차를 몰기로 되어있었으나, 갑자기 부상을 입어 그 일을 하지 못하게 된다. 세라의 배려로 아버지 대신 다른 일이라도 할 수 있게끔 자리를 얻게 된 피터는, 늘 세라에게 감사하는 마음을 가지고 있다. 활기차고 밝은 성격의 소년으로, 세라가 식모살이를 할때에도 부잣집 아가씨 시절이나 다름없이 대해주며, 감히 그냥 세라라고 부르지못하는 모습을 보여주기도 한다.

성우:사카모토 치카/손선영
- 람 다스 : 크리스포드 씨의 하인으로 인도 사람이다. 자신이 기르던 원숭이가 세라의 방에 넘어간 것을 계기로 하여 세라와 알게 되었다. 몸놀림이 무척 날렵하여 지붕을 타고 옆 건물로 왔다갔다 하는 것을 어렵지 않게 할 수 있다. 세라의 사정을 크리스포드 씨에게 말해서 크리스포드 씨가 세라를 도와주게 만들고, 결국 세라가 크루 대령의 딸이라는 것이 크리스포드 씨에게까지 알려지는 계기가 되었다. 인도인 보정(…)을 받아서 무시무시한 수완을 발휘한다. 지붕 사이를 넘나드는 정도는 그의 재간 가운데 극히 일부에 지나지 않는다. 세라의 파티가 망쳐진 다음 날에는 세라의 방을 하룻밤만에 재단장 해놓는데, 이 과정에서 새라를 조금도 깨어나게 하지 않아서 잠에서 깨어난 세라가 그야말로 마술이 부려진 것처럼 느꼈을 정도.

성우: 타나카 히데유키
- 크리스포드 : 랠프 크루 대령의 친구로 함께 사업을 했다가 실패해 랄프 대령은 죽고 크리스포드 본인도 병에 걸리고 만다. 죽은 친구에 대한 미안함으로 친구의 하나뿐인 딸 세라 크루를 찾아 인도에서 영국까지 왔다. 처음엔 세라인 줄 모르고 그냥 불쌍해 이것 저것 도와주었는데 나중에 애타게 찾던 친구의 딸이라는 걸 알게 된다. 이후 친아버지처럼 돌봐주면서 세라에게 행복을 찾아준다.

성우: 나카무라 슈세이
- 민친 : 민친 여학원의 원장. 매우 가식적이고 위선적이며 나쁜 인물이다. 그녀의 가치 기준은 돈이다. 그래서 처음에는 세라에게 친절하지만 세라 아버지가 파산하고 죽은후 집요하게 세라를 괴롭힌다.

성우: 나카니시 타에코
- 아멜리아 : 민친 교장과는 달리 마음 속으로는 세라에게 동정심을 품고 있지만, 심약한 성격이라 언니에게 복종하고 있기 때문에 그다지 도움이 되지 않는다. 민친 선생의 여동생으로 늘 드센 언니의 그늘에 가려 자신의 의견을 제대로 피력하지 못하는 모습을 보여주곤 한다. 그래서 세라에 관련된 일도 그 자신은 동의하지 않음에도 불구하고 언니의 극성에 밀려 자신의 주장을 제대로 관철시키지 못한다. 그러나 엔딩에서야 언니의 사악함을 훈계해주게 된다.

성우: 나시와 유리
- 아멘가드 : 머리가 나쁘고 행동이 굼떠서 다른 학생들에게 비웃음을 사기도 하는 학생으로, 아무리 노력을 해도 생각한 만큼 잘 되지를 않는다. 우아하고 귀품있으며 무얼해도 눈에 띄고, 사람들이 저마다 친구가 되었으면 하는 동경의 대상이 되고 있는 세라를 부러워한다. 세라가 자신을 친구로 받아들여준 것에 대해 고마워 하고 있으며, 나중에 세라가 어려운 처지에 놓여있을 때에도 상냥하게 대해준다.

성우: 야오이타 마키
- 로티 : 세라는 곧잘 재미있는 이야기를 해주어서 어린 아이들에게 인기가 좋지만, 그런 아이들 중에서도 유별나게 세라를 좋아하는 소녀. 세라를 세라엄마라고 부른다. 툭하면 울음보를 터뜨리곤 하지만, 나중에 세라가 형편이 어려워져서 다락방에서 살게 되었을 때에, 벌레가 스멀스멀 기어다니는 계단을 지나가야 함에도 불구하고 그대로 밀어부쳤을 만큼, 나이에 비해서는 대범한 모습을 보여주기도 한다.

성우: 와타나베 나오코
- 라비니아 : 세라와 같은 학원에 다닌다. 자존심이 세고 누구에게도 지기 싫어하는 성격이다. 아주 못되고 사악한 성격의 소유자로 세라를 못살게 군지만 나중에는 세라에게 용서를 빌고 사과를 하게 된다. 원래는 미국인으로 세라만큼은 아니지만 상당한 부잣집 딸이다. 세라가 오기 전까지만 해도 학생회장으로서 민친 원장의 인기를 독차지하고 있었지만 세라가 오자마자 두번째로 밀려나면서 세라를 미워하게 된다. 세라가 눈에 안 차는 행동을 하려고 하면 민친 선생에게 고자질을 하거나 어떻게든 누명을 씌워서 괴롭히려 한다.

성우 : 야마다 에이코
- 랠프 크루 대령 : 세라의 아버지로, 인도로 건너가 큰 사업을 했다. 세라가 4살때 아내를 먼저 저 세상으로 떠나보내야 했다. 딸을 교육을 위해 영국으로 보낸후 홀로 인도에 남아서 다이아몬드 광산 사업을 하다가 그만 사망하고 만다.

성우 : 깅가 반죠
- 카 마이클 : 크리스포드씨의 고문 변호사이다.
- 에밀리 : 세라가 애지중지하는 인형으로, 그저 인형일뿐이지만 세라는 에밀리가 사람들이 보지 않는 곳에서는 말도 하고 걸어다니기도 한다고 상상하고 있다. 세라의 모든 물건들이 다 처분되어 나갈때에도 이 인형만큼은 지켜낸다. 세라의 고민을 들어주는 말동무가 되기도 한다.
- 제임스 : 민친 학원의 요리사. 모리와 늘 함께 다니며 끊임없이 세라를 구박하고 괴롭힌다. 가끔 세라에게 죄를 뒤집어 씌우고 자신은 뒤에서 지켜보며 즐거워한다.
- 몰리 : 민친 여학원에서 하녀장으로 일하고 있는 아줌마. 세라를 아침부터 밤까지 부리고 구박한다. 라비니아만큼 심술궂고 못된 캐릭터.
- 수리야 : 람다스씨가 키우는 원숭이이다.

## 여담
- 주인공 세라의 성격이 원작과 다른 점.

## 목소리 출연
- 김은아 - 세라
- 오수경 - 민친
- 정의한 - 세라 아빠
- 손선영 - 피터, 가트루드
- 원에스더 - 아멜리아, 에멘카드
- 김윤채 - 베키, 몰리
- 김예림 - 로티, 라비니아
- 김진홍 - 제임스
- 비주언 - 제시
- 이승행 - 뒤파르주
- 장서화
- 최현수

## OST
- 오프닝 꽃의 속삭임 손선영
- 엔딩 해라바기 김윤채

## 대원 제작진
- 심상백 - 기획
- 송경아, 신두섭, 홍준범, 윤지현, 최지연, 김봄이 - 수입 / 배급
- 신지연, 김솔샘, 배한철, 정헌식, 김은정 - 편성
- 김소망, 김인경, 박예향
- 배정민, 김효정, 박찬경, 박규미 - OAP
- 오신애 - 번역
- 조혜은 - 녹음 / 믹싱
- 성호진 - 종합편집 / 연출

## MBC 방영 목록
| 회차       | 주제                    |
| ---------- | ----------------------- |
| 1화        | 민친여자학원            |
| 2화        | 새로운 친구             |
| 3화        | 로티와 베키             |
| 4화        | 학생대표                |
| 5화        | 다이아몬드 공주         |
| 6화        | 새라의 눈물             |
| 7화        | 되찾은 우정             |
| 8화        | 우정 그리고 사랑        |
| 9화        | 슬픈축제                |
| 10화       | 세라에게서 온 편지      |
| 11화       | 눈물속의 행복           |
| 12화       | 천사의 인형             |
| 13화       | 고된일을 하던날         |
| 14화       | 떠나가는 사람들         |
| 15화       | 인도에서 온 신사        |
| 16화       | 이웃집의 비밀           |
| 17화       | 천사와 악마             |
| 18화       | 요술쟁이의 선물         |
| 19화       | 인도에서 부르는 소리    |
| 20화       | 낮에는 하녀 밤에는 공주 |
| 21화       | 무너진 꿈의 궁전        |
| 22화       | 마굿간의 추운겨울       |
| 23화       | 아멜리아의 눈물         |
| 24화       | 불타는 마굿간           |
| 25화       | 쫓겨난 세라             |
| 26화       | 세라 크루입니다         |
| 27화       | 민친원장의 후회         |
| 최종화(28) | 다시 만날때까지         |

## 대원 방영 목록
| 회차       | 주제                      |
| ---------- | ------------------------- |
| 1화        | 민친 여학교               |
| 2화        | 에밀리 인형               |
| 3화        | 첫번째 수업               |
| 4화        | 새 친구 어멘가드          |
| 5화        | 울보 로티                 |
| 6화        | 제투성이 베키             |
| 7화        | 학생 대표                 |
| 8화        | 친절한 아가씨             |
| 9화        | 인도에서 온 편지          |
| 10화       | 두 가지 선물              |
| 11화       | 공주님의 생일             |
| 12화       | 캄캄한 다락방             |
| 13화       | 힘겨운 날들의 시작        |
| 14화       | 한밤중에 찾아온 손님      |
| 15화       | 거리의 소년 피터          |
| 16화       | 로티의 모험               |
| 17화       | 나의 작은 친구, 메르 가족 |
| 18화       | 서글폰 메이폴 축제        |
| 19화       | 인도에서 돌아온 편지      |
| 20화       | 베일에 싸인 특별 학생     |
| 21화       | 눈물 속에 담긴 슬픔       |
| 22화       | 다락방의 파티             |
| 23화       | 친절한 빵집 아주머니      |
| 24화       | 에밀리의 운명             |
| 25화       | 단 하루 동안의 신데렐라   |
| 26화       | 어린이들의 작은 선생님    |
| 27화       | 뒤 파르주 선생님의 귀국   |
| 28화       | 여름방학 대소동           |
| 29화       | 베키의 귀항               |
| 30화       | 인도에서 온 신사          |
| 31화       | 다락방에 나타난 괴물      |
| 32화       | 벽 너머의 비밀            |
| 33화       | 다시 시작된 괴롭힘        |
| 34화       | 빗속을 헤멘 보상          |
| 35화       | 꺼질 듯한 생명            |
| 36화       | 마법의 시작               |
| 37화       | 혼란에 빠진 다락방        |
| 38화       | 깨져 버린 마법            |
| 39화       | 싸늘한 마구간 밤          |
| 40화       | 아멜리아 선생님의 눈물    |
| 41화       | 요정들의 파티             |
| 42화       | 눈 오는 날 쫓겨난 소녀    |
| 43화       | 행복을 가져다준 소포      |
| 44화       | 그래, 이 아이야!          |
| 45화       | 민친 선생님의 후회        |
| 최종화(46) | 다시 만날 날 까지         |

## 관련 작품
- 오싱
- 도라에몽